# Соверцене
Совѐрцене (на италиански: Soverzene; на венециански: Soerden, Соерден) е село и община в Северна Италия, провинция Белуно, регион Венето. Разположено е на 424 m надморска височина. Населението на общината е 403 души (към 2014 г.).